# Цветочное (Волгоградская область)
Цветочное — село в Старополтавском районе Волгоградской области России, в составе Гмелинского сельского поселения.
Основано в 1860 году
Население — 115 (2012)

## Физико-географическая характеристика
Село расположено в степи, в Заволжье, на левом берегу реки Куба, на высоте 46 метров над уровнем моря. Рельеф местности равнинный. Почвы каштановые и каштановые солонцеватые и солончаковые
Расстояние до административного центра сельского поселения села Гмелинка составляет около 15 км. Ближайшая железнодорожная станция Гмелинская (Приволжская железная дорога, линия Красный Кут — Астрахань) расположена в Гмелинке.

## История
Основана как дочерняя колония Блюменфельд в 1860 году выходцами из Усть-Кулалинки (Галка), Щербаковки (Мюльберг), Верхней Грязнухи (Крафт), Верхней Добринки (Дрейшпиц), Верхней Кулалинки (Гольштейн). Входило в состав Торгунской, а с 1914 года — Нестеровской волости Новоузенского уезда Самарской губернии (до октября 1918 года). Наименование произвольное. По церковно-административному делению колония относилась к лютеранским приходам Моргентау и Гнадентау. Часть жителей — адвентисты.
В 1920 году село имело молитвенный дом, церковно-приходскую школу, больницу, 1 маслобойню, 1 мельницу с нефтяным двигателем и 3 ветряных мельницы.
После образования в 1918 году трудовой коммуны (автономной области) немцев Поволжья село Блюменфельд входило сначала в Торгунский район Ровенского уезда (до ликвидации уездов в 1921 г.); 15 мая 1921 года декретом ВЦИК РСФСР Торгунский район был переименован в Палласовский район, а в 1922 г. преобразован в Палласовский кантон.  В 1927 году Постановлением ВЦИК "Об изменениях в административном делении Автономной С.С.Р. Немцев Поволжья и о присвоении немецким селениям прежних наименований, существовавших до 1914 года Цветочное (оно же Грязнуха) переименовано в Блюменфельд.
С 18 января 1935 года, после выделения Гмелинского кантона из Палласовского, и до ликвидации АССР немце Поволжья в 1941 году село Блюменфельд относилось к Гмелинскому кантону АССР немцев Поволжья. В советский период село Блюменфельд являлось административным центром Блюменфельдского сельского совета.
Населения села значительно сократилось в связи с массовым голодом в Поволжье: в 1921 году родились 134 человек, умерли — 205.
28 августа 1941 года был издан Указ Президиума ВС СССР о переселении немцев, проживающих в районах Поволжья. Немецкое население депортировано в Сибирь и Казахстан, село Блюменфельд в составе Гмелинского района отошло к Сталинградской области (с 1961 года — Волгоградской). Решением Сталинградского облисполкома от 31 марта 1944 года № 10 § 30 «О переименовании населенных пунктов области, имеющих немецкие названия» село Блюменфельд переименовано в село Цветочное. В 1950 году в связи с ликвидацией Гмелинского района село вошло в состав Ставрополтавского района области.

## Население
Динамика численности населения по годам:
| 1860 | 1883 | 1889 | 1897 | 1904 | 1910 | 1920 | 1922 | 1923 | 1926 | 1931 | 1987 | 2002 |
| ---- | ---- | ---- | ---- | ---- | ---- | ---- | ---- | ---- | ---- | ---- | ---- | ---- |
| 306  | 1083 | 1215 | 1589 | 2348 | 2999 | 2687 | 1979 | 2688 | 2184 | 2646 | ≈200 | 150  |

| 2010 | 2012 |
| ---- | ---- |
| 89   | ↗115 |

## Известные жители и уроженцы
- Риффель, Эдуард Карлович (1928—1991) — Герой Социалистического Труда.